# Jens Elo Rytter
Jens Elo Rytter (født 30. april 1968 i København) er en dansk professor i forfatningsret ved Juridisk Fakultet på Københavns Universitet.
Han blev samfundssproglig student fra Ordrup Gymnasium i 1987 og er derefter blevet uddannet cand. jur. ved Københavns Universitet i 1993 og ph.d. samme sted i 2000. Fra 1993 til 1994 var han advokatfuldmægtig hos Kammeradvokaten, hvorefter han var fuldmægtig i Udenrigsministeriet indtil 1996. Herefter kandidatstipendiat på Københavns Universitet fra 1996 til 1999. Fra 2000 var han først adjunkt i forfatningsret, fra 2003 lektor i forfatningsret, og siden 2010 professor i forfatningsret.
Han har siden 2007 været bestyrelsesmedlem i Institut for Menneskerettigheder.